# Mesa Verde nationalpark

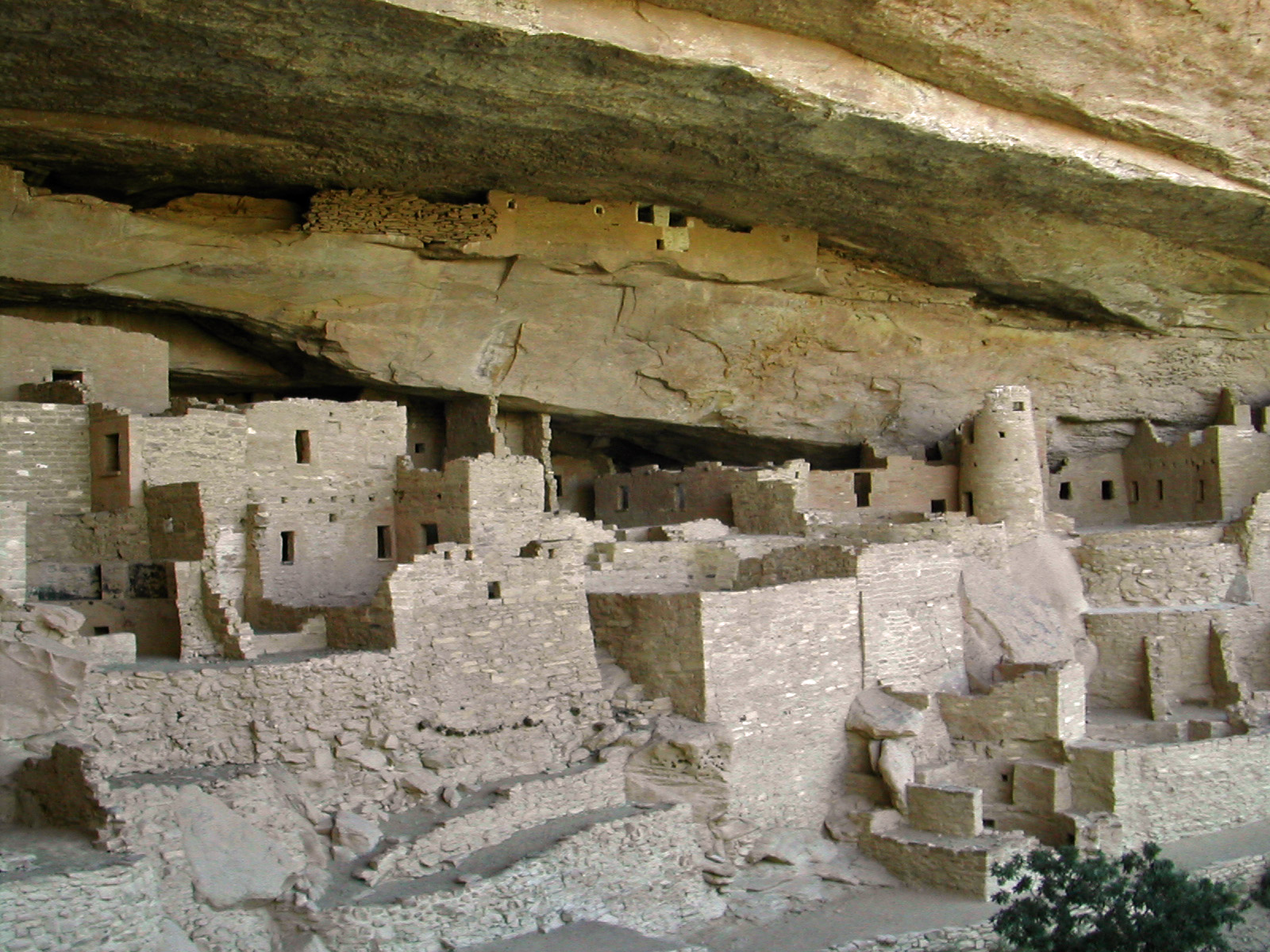
Klippalats

Mesa Verde nationalpark ligger i sydvästra Colorado i USA. Namnet betyder på spanska "grönt bord". Parken täcker ett område på 211 km². Ingången ligger omkring 15 km öster om staden Cortez. Besökscentrat ligger 24 km från ingången och Chapin Mesa (det populäraste området) ligger ytterligare 10 km in i parken.

## Attraktioner

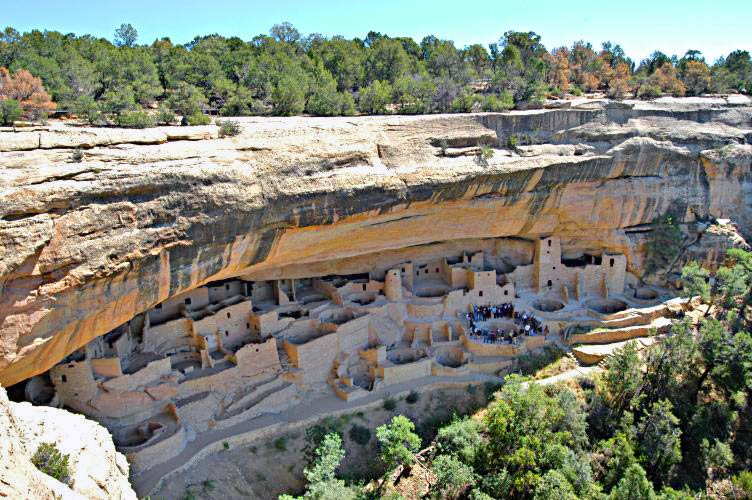
Klippalatset.

Nationalparken är mest känd för ett stort antal mycket välbevarade klippboningar, hus byggda i små grottor längs kanjonväggarna. Från 500-talet och fram till 1300-talet bodde här Pueblofolket i dessa hus. Parkens arkeologiska museum har en del information om denna civilisation.
Tre av klippboningarna på Chapin Mesa är öppna för allmänheten. Prydliga trähus är öppna året runt (så länge vädret tillåter). Balkonghus och klippalats är öppna från våren till hösten och kan besökas genom att följa en guidad tur. Wetherill Mesa har även klippboningar, långhus och trappsteghus. Dessa är andra bostadshus som kan ses från vägen men inte besökas. Kolla vid besökscentrat för turtider och priser.
Utöver dessa klippboningar, har Mesa Verde ett antal mesaruiner. De som är öppna för allmänheten är bland andra "Far View Complex", "Cedar Tree Tower" och soltemplet på Chapin Mesa.
Här finns även vandringsstigar, en campingplats och andra faciliteter.

## Historia
1874 beskådas klippboningarna för första gången av européer. Innan dess har bara mindre lämningar noterats. 
Det dröjer ändå många år innan alla större klippboningar hittas. I tidningen Durango Herald år 1890 föreslås första gången att Mesa Verde ska bli en nationalpark.
Området blev en nationalpark 29 juni 1906 och blev klassat som ett världsarv 6 september 1978. Under sommaren 2002, led skogen svårt av stora skogsbränder och delar av parken stängdes. Alla områden i parken har sedan dess öppnats, men några områden uppvisar fortfarande skador från branden.
Svensken Gustaf Nordenskiöld anses vara den första vetenskapsmannen som besökte Mesa Verde 1891.Arkeologer anser än idag att han gjorde ett föredömligt och noggrant arbete med att systematiskt dokumentera fyndplatserna. Nordenskiöld samlade ihop omkring 600 objekt som skickades till Sverige. Dessa återfinns idag i Nationalmuseum i Helsingfors. Några av fynden, gravgåvor och mänskliga kvarlevor, kommer att återlämnas till ursprungsbefolkningen och begravas nära fyndplatsen. De 28 föremål som återlämnas visades på en specialutställning under vintern 2020.